# 212A busz (Budapest)
A budapesti 212A jelzésű autóbusz a Boráros tér és a Svábhegy között közlekedik. A viszonylatot a Budapesti Közlekedési Zrt. üzemelteti, a járműveket a Kőbányai és a Kelenföldi autóbuszgarázs állítja ki.

## Története
2022. augusztus 6-án Normafa térségének közösségi közlekedésének átalakítása kapcsán a 212-es busz útvonala Normafáig hosszabbodott, korábbi útvonalán hétköznap csúcsidőszakokban a 212A jelzésű betétjárat közlekedik.

## Útvonala
| Svábhegy felé |
| Boráros tér H vá. – Boráros tér – Petőfi híd – Irinyi József utca – Október huszonharmadika utca – Bocskai út – Karolina út – Villányi út – Budaörsi út – Alkotás utca – Győri út – Csörsz utca – Böszörményi út – Királyhágó tér – Orbánhegyi út – Szent Orbán tér – Istenhegyi út – Költő utca – Diana utca – Eötvös út – Hollós út – Svábhegy vá. |
| Boráros tér felé |
| Svábhegy vá. – Hollós út – Mátyás király út – Költő utca – Istenhegyi út – Szent Orbán tér – Orbánhegyi út – Királyhágó tér – Böszörményi út – Jagelló út – Csörsz utca – Alkotás utca – Budaörsi út – Villányi út – Karolina út – Bocskai út – Október huszonharmadika utca – Irinyi József utca – Petőfi híd – Boráros tér – Boráros tér H vá.     |

## Megállóhelyei
Az átszállási kapcsolatok között az azonos, de hosszabb útvonalon közlekedő 212-es és 212B busz nincs feltüntetve.
| 0  | Boráros tér H végállomás          | 32 | 2, 2B, 4, 6, 23 15, 54, 55, 223E, 224, 224E, 255E |
| 3  | Petőfi híd, budai hídfő           | 30 | 4, 6 107, 153, 154 1172, 1173, 1174, 1175, 1176, 1177, 1183, 1184, 1185, 1188, 1189, 1190, 1193, 1194, 1201, 1205, 1212, 1215, 1216, 1229, 1251, 1253, 1254, 1257, 1268                                |
| 4  | Budafoki út / Szerémi sor         | 28 | 4 33, 107, 133E, 153, 154 |
| 6  | Újbuda-központ M                  | 26 | 4, 17, 41, 47, 56 33, 53, 58, 150, 150B, 153, 154 1172, 1173, 1174, 1175, 1176, 1177, 1183, 1184, 1185, 1188, 1189, 1190, 1193, 1194, 1201, 1205, 1212, 1215, 1216, 1229, 1251, 1253, 1254, 1257, 1268 |
| 8  | Kosztolányi Dezső tér             | 24 | 19, 49 7, 53, 58, 114, 150, 150B, 153, 154, 213, 214, 240 |
| 9  | Vincellér utca                    | 22 | 53, 150, 150B, 154 |
| 11 | Diószegi út (Vérellátó Szolgálat) | 21 | |
| 13 | Alsóhegy utca                     | 20 | 17, 61 |
| 14 | Budaörsi út / Villányi út         | 19 | 17, 61 240 |
| 15 | BAH-csomópont                     | 17 | 17, 61 8E, 108E, 110, 112, 139, 140, 140A |
| 17 | Csörsz utca                       | 15 | 17, 61 139, 140, 140A |
| 18 | MOM Kulturális Központ            | 14 | |
| 20 | Kiss János altábornagy utca       | 12 | 59, 59A, 59B 102, 105 |
| 22 | Királyhágó tér                    | ∫  | 59, 59A, 59B 102, 105, 210 |
| 23 | Királyhágó tér                    | 10 | 59, 59A, 59B 102, 105, 210 |
| 24 | Galántai utca                     | 8  | 210 |
| 25 | Szent Orbán tér                   | 7  | 21, 21A, 102, 112, 210, 221 |
| 26 | Pethényi út                       | 6  | 21, 21A, 210, 221 |
| 27 | Nógrádi utca                      | 5  | 21, 21A, 210, 221 |
| 28 | Óra út                            | 4  | 21, 21A, 210, 221 |
| 29 | Istenhegyi lejtő                  | 3  | 21, 21A, 210, 221 |
| 30 | Adonis utca                       | 2  | 60 21, 21A, 210, 221 |
| 31 | Városkút                          | 1  | 60 21, 21A, 210, 221 |
| 32 | Svábhegy végállomás               | 0  | 60 21, 21A, 210, 221 |